# Intermediación Aérea
Intermediación Aérea fue una aerolínea con base en Barcelona, España. Fue establecida en 1997, operando servicios de carga y pasajeros nacionales. Cesó sus operaciones en 2005. 

## Historia
Intermediación Aérea fue una compañía aérea que operaba desde Barcelona. En 1997 incorpora un Fairchild Swearingen Metroliner II, matriculado EC-GMG con el que inicia las operaciones en el sector de carga y paquetería. En el año 2000 y ampliando un poco el abanico de mercado incorpora un Learjet 35A con el que ofrecía servicios de aerotaxi, en mayo de 2001 incorpora un ATR 42 para el servicio de carga. En noviembre de 2001 Iberia Regional-Air Nostrum cancelaba una ruta que tenía desde el aeropuerto de Gerona a Madrid-Barajas y viceversa, Intermediación se hizo con el concurso público de la Generalidad de Cataluña para operar este enlace entre Gerona y Madrid y así ocupar el hueco dejado por Iberia Regional.
Para este cometido Intermediación incorporó en abril de 2002 un segundo ATR 42 en configuración de 48 pasajeros, rotulado Intermed y situó su base en el aeropuerto de Gerona. El 15 de abril de ese año iniciaba su primer vuelo Gerona–Madrid–Gerona dos veces al día y empezaba a competir con Air Catalunya que estaba ya operando esa ruta desde enero de 2001, Air Catalunya interpuso una demanda al considerar que dichas ayudas a Intermediación eran ilegales. En enero de 2003 Intermed anunciaba la suspensión de dicha ruta alegando la baja ocupación de los vuelos, con apenas un 30% de ocupación, aunque realmente fue por la paralización de la subvención por parte de la Generalidad, que estaba a la espera del resultado de la investigación abierta por la UE, aparte también por la investigación contra los fundadores de la compañía aérea Intermed por defraudar 1,7 millones de euros y descapitalizar la empresa. A finales del 2003 el Learjet 35 dejaba su flota, a mitad del 2004 lo hacían ambos ATR 42 y ya, solo con el Fairchild, dejó de operar a principios de 2005.

## Flota
La flota de Intermediación Aérea consistió en las siguientes aeronaves:
| Aeronaves                          | Total | Introducido | Retirado | Matrículas      |
| ---------------------------------- | ----- | ----------- | -------- | --------------- |
| ATR 42                             | 2     | 2001        | 2004     | EC-HVR y EC-IDG |
| Fairchild Swearingen Metroliner II | 1     | 1997        | 2003     | EC-GMG          |
| Learjet 35                         | 1     | 2000        | 2003     | EC-HLB          |